# La Côte Picarde
La Côte Picarde is een Franse voormalige eendagswielerwedstrijd voor beloften renners.
Deze wedstrijd werd gereden in april in de regio Hauts-de-France, met start in de gemeente Nouvion en aankomst in Mers-les-Bains in het departement Somme. De eerste editie was in 1992. Vanaf 2000 was de wedstrijd voorbehouden aan renners onder de 23 jaar (U23) en vanaf 2007 tot 2015 was hij ingedeeld in de UCI Nations Cup U23.

## Lijst van winnaars

### Overwinningen per land
| Overwinningen | Land                                          |
| ------------- | --------------------------------------------- |
| 11            | Frankrijk                                     |
| 3             | België                                        |
| 2             | Italië, Rusland, Slovenië                     |
| 1             | Australië, Kazachstan, Noorwegen, Oezbekistan |